# Vito Corleone

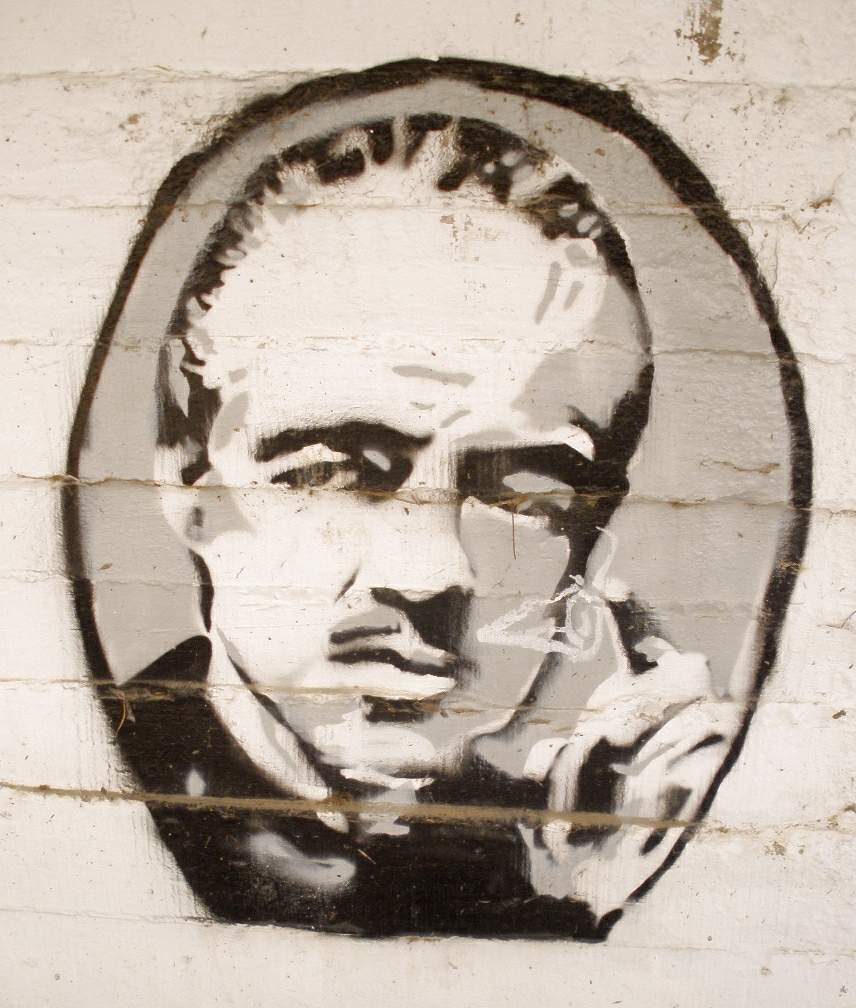
Podobizna Vita Corleone

Vito Corleone, znany również jako Don Corleone lub Don Vito, właściwie Vito Andolini (ur. 7 grudnia 1891, zm. 25 czerwca 1955) – fikcyjny mafioso z powieści Maria Puzo Ojciec chrzestny oraz filmu o tym samym tytule. W filmach rolę Vita zagrali Marlon Brando (część pierwsza) oraz Robert De Niro (część druga).

## Życiorys
Urodził się 7 grudnia 1891 roku w wiosce Corleone na Sycylii jako Vito Andolini. Mając dziewięć lat, był świadkiem mordu na swoim ojcu Antonim i bracie Paolo. W obawie wiszącego wyroku śmierci na jej ostatnim dziecku, matka Vita udała się do lokalnego mafiosa, dona Francesca Ciccia. Błagała go o łaskę dla syna, ale została zastrzelona podczas nieudanej próby zabójstwa nieprzekonanego szefa mafii. Dzięki życzliwości mieszkańców, Andoliniemu udało się bezpiecznie zbiec z wioski. W 1901 roku jego krewni wysyłali go do Ameryki, gdzie przybrał nazwisko Corleone i zamieszkał u rodziny Abbandandów. Ich syn, Genco został później consiglierem Don Vita. Ożenił się z Carmellą, z którą miał czworo dzieci: (Santina, Frederica, Michaela i Constanzię), ponadto adoptował przyjaciela Sonny’ego, chłopca irlandzkiego pochodzenia, Toma Hagena. Pracował w sklepie spożywczym, ale naciski lokalnego herszta powiązanego z Czarną Ręką, Massima Fanucciego, zmusiły właściciela do zatrudnienia bratanka mafiosa na miejsce Corleone.
W 1919 roku dokonał pierwszego morderstwa, zabijając dona Fanucciego, który próbował wymusić od niego haracz. Od tamtej pory mieszkańcy dzielnicy zaczęli go szanować, ale zarazem bać się i przybywali do niego z prośbą o pomoc. Na tym zaczął budować swoją potęgę i rodzinę mafijną, działając pod przykrywką firmy Genco Oil (nazwaną na cześć Genca Abbandando). Podczas podróży w rodzinne strony w roku 1925, z pomocą dona Tommasinia, zabił nożem mordercę swojej rodziny, dona Ciccia.
Podczas prohibicji rodzina Corleone wzbogaciła się na handlu alkoholem. W tym czasie Don Vito poznał innych donów, którzy z nim współdziałali, m.in. Hymana Rotha, ale popadł w konflikt z rodziną Ala Capone, który jednak nie przerodził się w wojnę (Capone ze względu na szacunek i strach przed Corleone nie zaatakował go). W tym też czasie stracił kontakt z rodziną – jego syn Michael zbuntował się (w końcu w roku 1941 po ataku na Pearl Harbor porzucił college i zaciągnął do armii, co większość uznała za zdradę), syn Santino nie chciał się uczyć i w wojnie w roku 1935 pomiędzy Pięcioma Rodzinami (Stracci, Barzini, Cuneo, Tattaglia i Corleone) został dowódcą. Fredo okazał się być za mało inteligentny, by pomagać ojcu w poważniejszych interesach (w latach 40. został szefem jego ochrony), a przybrany Tom Hagen nie chciał zostać uczciwym adwokatem, lecz pomagać rodzinie (po śmierci Genca w 1945 został nowym consiligiere).
Po zakończeniu II wojny światowej firma importowała włoskie towary. Wtedy też córka Vito, Connie, wyszła za mąż za Carla Rizzi, a z wojny powrócił syn Michael. Do Nowego Jorku przybył Virgil Sollozzo, handlarz narkotykami (w rodzinie Corleone i wszystkich innych handel narkotykami był zakazany), proponując ofertę współpracy Donowi Vito. Ten kategorycznie odmówił. W odwecie Sollozzo, działający we współpracy z rodziną Tattaglia, zamordował Lucę Brasi (mordercę działającego na zlecenia rodziny Corleone) oraz dokonał zamachu na Don Vita. Do szpitala, w którym został umieszczony ranny Corleone, przybyli kolejni zamachowcy, ale Michael wraz z Enzo, piekarzem, odstraszyli ich (przybyły na miejsce kapitan McCluskey, oficer nowojorskiej policji, który działał we współpracy z Sollozzem, usunął sprzed szpitala wszystkich ludzi obstawy dona, by ułatwić zamach). Michael w odwecie zamordował Solloza i kapitana policji, po czym uciekł na Sycylię, a kierownictwo rodziną przejął Sonny Corleone, który rozpętał wojnę Pięciu Rodzin. Wkrótce zginął zarówno Sonny, jak i Bruno Tattaglia, syn Dona Tattagli. Vito postanowił zawrzeć pokój organizując spotkanie Donów wszystkich organizacji z całego kraju i skończyć wojnę godząc się na handel narkotykami.
Następcą Vita został Michael. Don Vito umarł na atak serca podczas zabawy z wnukiem Anthonym, synem Michaela, w ogrodzie 25 czerwca 1955 roku. Przed śmiercią pomagał Michaelowi w prowadzeniu rodziny i organizacją zamachów na Dona Barziniego, Tattaglię, Stracci, Moe Greenea i zdrajcę, Tessio.
Postać Vita wzorowana była na prawdziwych mafijnych donach: Josephie Bonannie, Franku Costellu i Carlu Gambinie.

## Odbiór
Vito Corleone znalazł się na pierwszym miejscu listy 100 najlepszych postaci fikcyjnych czasopisma Premiere.
W 1972 roku Marlon Brando za rolę Don Vito Corleone w Ojcu chrzestnym otrzymał Oscara w kategorii najlepszego aktora. W 1974 roku Robert De Niro za tę samą rolę w drugiej części serii również otrzymał Oscara w kategorii najlepszego aktora drugoplanowego.